# Перекіпська волость
Перекіпська волость — адміністративно-територіальна одиниця Валківського повіту Харківської губернії.

Найбільші поселення волості станом на 1914 рік:
- слобода Перекіп — 3857 мешканців.
- слобода Високопілля — 5092 мешканці.
- слобода Ковега — 4518 мешканців.

Старшиною волості був Зінченко Григорій Юхимович, волосним писарем — Шевченко Яків Васильович, головою волосного суду — Куріленко Іван Панкратович.